# Ekern
Ekern ist ein Ortsteil der Gemeinde Bad Zwischenahn im niedersächsischen Landkreis Ammerland. Es liegt südlich von Bad Zwischenahn selbst, an der Grenze zur Nachbargemeinde Edewecht. Zur Bauerschaft gehören neben Ekern selbst noch Burgfelde und Aschwege.

## Geologie
Die südlich des Zwischenahner Meeres gelegene Bauerschaft Ekern wird durch das von Nordost nach Südwest verlaufende Niederungstal von Aue und Speckener Bäke und den hierzu parallel verlaufenden Geestrücken des Speckener, Ekerner, Aschweger und Querensteder Esches geprägt. Östlich schließt sich der ausgeprägte Hochmoorkomplex des Ekerner Moores an, der heute noch den Moorcharakter früherer Zeiten gut erahnen lässt.

## Geschichte

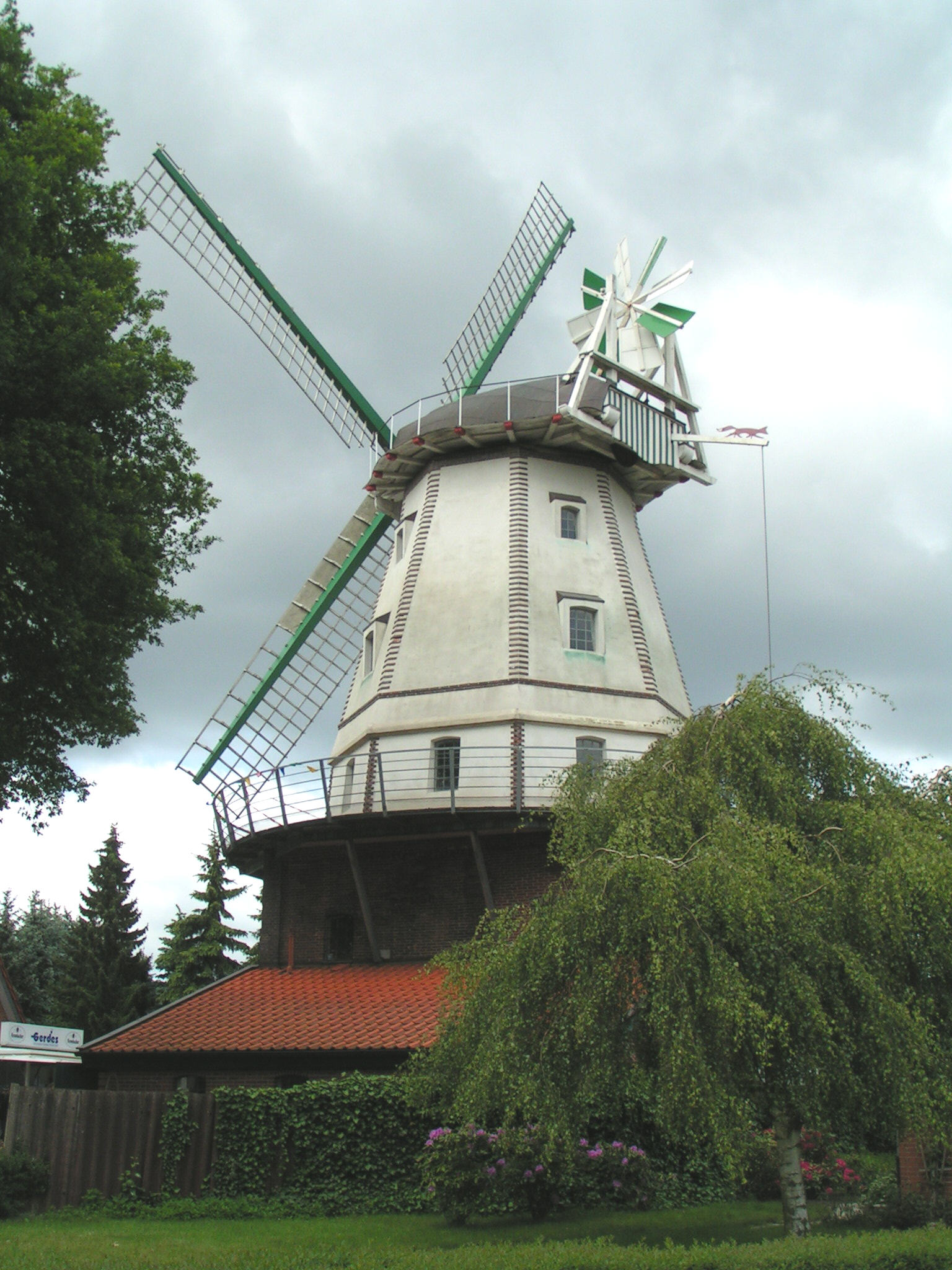
Windmühle Ekern

Ekern ist ein altes Eschdorf. Der Name geht wohl auf das Wort Eck-hörn zurück, was so viel bedeutet wie Eichenbusch. Bereits 1359 wird de Ekerner Esch als gerodete Ackerwirtschaftsflur erwähnt. Durch seine sehr späte Verkoppelung sind die Flurnamen der einzelnen Eschstücke erhalten geblieben.

### Vor- und Frühgeschichte bis Mittelalter – Siedlungsfunde und Entstehen der Bauerschaft
Funde im Grabungsfeld der Querensteder Düne zeigen in der Altsteinzeit (ca. 10.000 v. Chr.) eine zumindest zeitweilige Besiedlung durch umherziehende Jäger und Fischer. Ab der Jungsteinzeit (etwa ab 3000 v. Chr.) finden sich erstmals Spuren sesshafter Bauern in den Eschböden von Ekern, Aschwege und Querenstede. Wiederum in der Querensteder Düne zeugen Kreisgraben-Urnengräber von einer auch in der Bronzezeit (ca. 1800 – 800 v. Chr.) anhaltenden Besiedlung.
Um Christi Geburt lassen Funde von Pfostenlöchern und Gruben erstmals germanische Hallenhäuser in der Gegend vermuten, die den lokalen Baustil bis in das 20. Jahrhundert prägten. Bis zum Ende der Völkerwanderungszeit (ca. 500 n. Chr.) kann von einer relativ dichten bäuerlichen Besiedlung der höher gelegenen Eschgebiete ausgegangen werden. Im frühen Mittelalter (ab 800 n. Chr.) bilden sich in der fränkischen Kolonisationsphase durch die Grafschaftsverfassung erstmals staatliche Strukturen in der Region heraus, die alten und z. T. neuansiedelnden Bauern geraten dabei in landesherrschaftliche und kirchliche Abhängigkeiten („Zehntabgaben“). Die Ortsnamen Ekern, Aschwege und Querenstede werden erstmals 1270 im Lehnsregister der Grafen von Oldenburg und Bruchhausen erwähnt. Es kann aber davon ausgegangen werden, dass diese Siedlungen wie die anderen ammerländer Eschdörfer bereits im 10. Jahrhundert entstanden sind.
Landwirtschaftlich genutzt wurden vorwiegend die ertragreichen Eschböden, die unter den alteingesessenen „Hausleuten“ regelmäßig aufgeteilt war. Bereits 1359 wird de Ekerner Esch als gerodete Ackerflur erwähnt. Dass der Landbau ertragreich war, zeigt die Erwähnung eines Olteke de mülnere im Oldenburger Urkundenbuch von 1371, was gemeinsam mit den alten Flurnamen „Mühlenacker“ und „Mühlengarten“ auf eine Wassermühle an der Speckener Bäke hinweist. Eine weitere frühe Wassermühle existierte an der Einmündung der Bäke in die Aue. Diese war der Vorgänger der 1802 errichteten Querensteder Mühle.

### 13. bis 15. Jahrhundert – Die Scusselsburg
Um 1295 wurde in der sumpfigen Aueniederung die Scusselsburg gebaut. Sie war eine sog. Gräfteburg mit einem Burgplatz von 26 × 22 m, der von zwei, durch einen Wall getrennten Wassergräben umgeben war. Die heutigen Ortsbezeichnungen Burgfelde und Borgwisch sind auf den Standort der Scusselburg zurückzuführen. Die Burg war der Stammsitz der weitverzweigten Adelsgeschlecht derer von Aschwege (auch: Aswede, Ascwede; verwandt waren u. a. die Junker von Specken), die Mitte des 13. Jahrhunderts Ministeriale der Oldenburger Grafen waren. Der Ortsname Aschwege geht auf den Familiensitz derer von Aschwege zurück. Als Lehnsherren waren ihnen alle Hausleute in Ekern und Aschwege zehntpflichtig. 1438 ging der Besitz derer von Aschwege in das Eigentum der Ritter von Fikensholt über, die Familie übersiedelte auf die Burg Arkenstede (heute im Museumsdorf Cloppenburg zu besichtigen).

### 16. bis 19. Jahrhundert – Wandlungen der Bauerschaft
Die minderwertigen oder sumpfigen Ländereien standen als Gemeinheit jedermann zur Nutzung frei, worauf sich ab Mitte des 16. Jahrhunderts hier mehrere „Köter“ ansiedelten. Sie bildeten eine neue Statusgruppe, wodurch sich die Bauerschaft 1580 aus 12 gesellschaftlich bestimmenden Hausleuten und 4 minderberechtigten Kötern zusammensetzte. In den kommenden Jahrhunderten führt dies zu einer, von mehreren Pestepidemien (1450, 1459, 1638) unterbrochenen, starken Zunahme kleinbäuerlicher Köter- und Brinksitzer-Höfe. Wurden 1681 noch 60 % Hausleute und 40 % Köter gezählt (Landesbeschreibung der Vogtey Zwischenahn), dreht sich das Verhältnis von Vollbauern zu Kötern / Brinksitzern bis 1816 auf 19 % zu 71 %. Diese Verschiebung und das Bevölkerungswachstum (Einwohner 1662: 216, 1769: 318, 1855: 454) änderten die Verhältnisse der Bauerschaft grundlegend. Einerseits schränkte der erhöhte Landhunger auf die bisherigen Gemeinheitsflächen das Gewohnheitsrecht der Hausleute zunehmend ein und führte zu Konflikten. Andererseits waren die Kleinbauern durch schlechte Bodenverhältnisse, Missernten, Viehseuchen und Abgaben (erst 1851 wurde die Zehntpflicht aufgehoben) oft sehr arm: 1784 stammten im Kirchspiel Zwischenahn 25 % der Armen aus Ekern.

### Das 19. Jahrhundert – Einzug der Moderne
Den Beginn des 19. Jahrhunderts prägten tiefgreifenden Umwälzungen. Einerseits trug die 1807 erfolgte Gemeinheitsteilung als „Landreform“ wesentlich zur Beseitigung von kleinbäuerlicher Armut und zum Ende der Auseinandersetzung um Ländereien bei. In der Folge konnten Hausmanns- und Köterstellen vergrößert werden. Ein ausgedehntes Wege- und Entwässerungsnetz entstand und Neusiedlungen wie z. B. in Ekernermoor wurden möglich. Landschaftsprägend sind bis heute Wallhecken, die zur Grundstücksmarkierung angelegt wurden. Andererseits beendete 1814 eine staatliche Verwaltungsreform die bisherige bäuerlich-genossenschaftliche Selbstverwaltung. Ein Unterbeamter („Bauernvogt“) war nun für die Belange der Gemeinschaft zuständig.
Ab der zweiten Hälfte des 19. Jahrhunderts hielt der technische Fortschritt seinen Einzug. 1865 wurde die Ekerner Mühle als Erdholländer erbaut, musste aber nach einem Brand bereits 1910 durch den heutigen Galerieholländer ersetzt werden. Für den Bau des dreigeschossigen Achtkant-Aufsatzes wurde erstmals im Ammerland das damals moderne Monier-Bauverfahren (Beton mit Eisenbewehrung) praktiziert, weshalb die Mühle ein besonderes Baudenkmal ist. Wesentliche Verbesserungen kamen durch den Straßenausbau (1871/’72: Pflasterung der Straße Edewecht – Zwischenahn, 1891 Querensteder Straße, 1908 Pflasterung Ekernermoorstraße). 1912 erfolgte der Bahnanschluss mit eigenem Bahnhof, gleichzeitig setzte die Elektrifizierung ein. Die Landwirtschaft wurde durch das Aufkommen von Dreschmaschinen, Lokomobilen und später Traktoren schneller und einfacher. Dies alles bewirkte ein Aufblühen der Wirtschaft. Vor allem in der Lebensmittel- und Holzverarbeitung sowie in der modernen Ziegelei von Lüers entstanden neue Arbeitsplätze. Entsprechend erhöhte sich die Einwohnerschaft zur Jahrhundertwende durch Zuzug von Arbeitern und Handwerkern auf 535 Personen.

### 1918 bis 1939 – Krisen und Nationalsozialismus
Diese positive Entwicklung endete abrupt nach dem Ersten Weltkrieg, als Preisverfall für Agrarprodukte, Wirtschaftskrise und Geldentwertung auch Ekern trafen. Wie an vielen anderen Orten, begünstigte dies das Aufkommen des Nationalsozialismus. Nach der Machtübernahme 1933 erfolgten auch in Ekern die Gleichschaltung und eine Militarisierung des Gemeinwesens. Man war aber allgemein zufrieden, da die staatlichen Maßnahmen die verschuldete Landwirtschaft stützte und die sich erholende Wirtschaft den Arbeitslosen wieder Erwerbsmöglichkeiten gab. 1934 erfolgte ein Schulneubau, da das alte Schulgebäude noch in Teilen aus dem Jahr 1697 stammte. Die Einwohnerzahl erhöhte sich bis 1939 auf 650.

### Zweiter Weltkrieg
Im Zweiten Weltkrieg entstand bei der Gastwirtschaft Krüger ein Barackenlager für Kriegsgefangene, die gemeinsam mit zwangsverpflichteten „Fremdarbeitern“ in der Landwirtschaft aushelfen mussten. Bis 1945 blieb Ekern bis auf einen Bombennotabwurf von Kriegshandlungen verschont. Das nahende Kriegsende deutete sich um die Jahreswende 1944/‘45 durch Einberufungen zum sog. „Volkssturm“ und erste Einquartierungen von Ostflüchtlingen an. Mitte April nahte die Front aus dem Raum Edewecht heran. Um ein Vorrücken der kanadischen Truppen zu erschweren, wurden in Ekern wichtige Straßenkreuzungen und alle Brücken gesprengt. Am 28. April erreichten aus Dänikhorst und Portsloge vorrückende kanadische Panzer Ekern. Bei den Kämpfen starben noch 21 deutsche Soldaten, drei Zivilisten wurden Opfer von Tieffliegerangriffen. 24 Anwesen brannten ab, die restlichen Häuser und die Bahnanlagen waren durch Granattreffer und Tieffliegerbeschuss überwiegend stark beschädigt. Die Ekerner Mühle war nur noch ein Torso ohne Kappe, blieb aber als Motor-Mühle bis 1963 in Betrieb.

### Von der Nachkriegszeit bis heute
Nach der Befreiung waren Entnazifizierung und die „Demokratisierung von unten“ vordringlich, bereits im September 1946 fand die erste Kommunalwahl statt. Durch Zuzug von Vertriebenen wuchs die Bevölkerung bis 1950 auf 886 Personen. Die Ekerner waren beschäftigt mit der Wiedereinrichtung beschädigter Häuser und dem Bau verschiedener Notunterkünfte für Einheimische und Flüchtlinge („Barackenzeit“). Es herrschte großer Mangel an Nahrungsmitteln und Heizmaterial, sogar die wertvollen Baumschulkulturen mussten dem Gemüsebau weichen. Sobald wieder Züge fuhren, tauchten viele Hamsterer aus Großstädten auf. Vieles war nur auf dem Schwarzmarkt erhältlich, Schwarzschlachtung und -brennerei waren an der Tagesordnung. Diese chaotischen Verhältnisse endeten erst 1948 mit der Währungsreform. Es folgten die Jahre des „Wirtschaftswunders“ und ab den 1970er Jahren begann die Ansiedelung großflächiger Industriebetriebe (1972 Ziegelei Röben, 1993 Kunststoffwerk Oltmanns – heute Pipelife, 1997 Gewerbegebiet „Hahnenkamp“). Ekern blieb jedoch weiterhin ländlich und von Baumschulwirtschaft geprägt. 1964 erfolgte der Anschluss an die öffentliche Wasserversorgung, 1985/‘87 der Anschluss an die Zwischenahner Kanalisation. 1991 endete der Kleinbahnbetrieb, dessen Trasse 1994 für Fahrradtouristen hergerichtet wurde. Die seit dem Krieg nur als Stumpf existierende Ekerner Mühle wurde in den Jahren 1996–1999 aufwändig saniert und erhielt unter anderem ihre alte Kappe mit den Flügeln wieder. Um die Jahrtausendwende lebten 1012 Einwohner in der Bauerschaft.

### Geschichte der Schule Burgforde

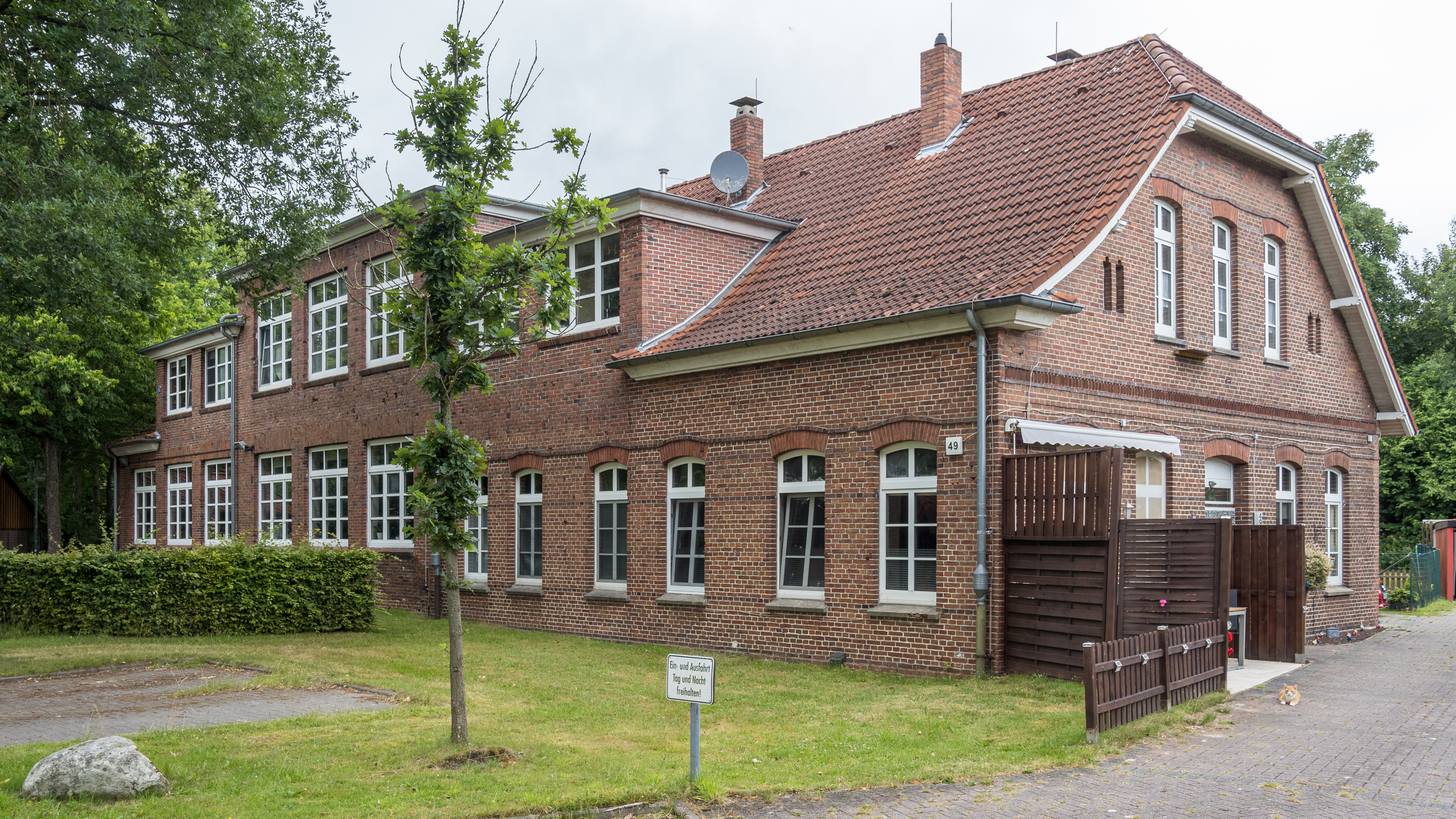
Ehemalige Burgforder Schule

1638 wird erstmals ein Schulmeister und 1645 eine Nebenschule Eckern in Ekern erwähnt. Ein Schulgebäude folgte 1698, um den Kindern des Dorfes nicht den langen Schulweg nach Zwischenahn zuzumuten. Auch die Einwohner der Bauerschaften Ohrwege und Dänikhorst schickten im 18. Jahrhundert ihre Kinder auf diese Schule. Als dadurch das damalige Gebäude allmählich zu klein wurde und am 5. Februar 1785 der Bau eines neuen Schulgebäudes beantragt wurde, an dem sich auch die Eltern dieser Bauerschaften beteiligen sollten, weigerten sich diese, machten aber deutlich, auch ohne Beteiligung an den Kosten von geschätzten 260 Reichstalern ihre Kinder weiterhin auf die Schule in Burgfelde zu schicken. Die fehlenden 160 Reichstaler (die Kirche gab 100) wurden als Anleihe bei der Kirche finanziert, so dass das neue Schulgebäude 1795 gebaut werden konnte.
Steigende Schülerzahlen (trotz der Trennung von Dänikhorst aus dem Schulverband Burgfelde) machten einen Neubau um 1837 notwendig. Wegen der zu erwartenden hohen Kosten wurde der Neubau jedoch nicht realisiert. Stattdessen wurde die benachbarte Kötterei des verstorbenen Johann Heinrich Schröder durch seine Witwe am 19. März 1839 an den Schulträger verkauft. Die Kosten hierfür wurden durch den Verkauf des alten Schulgebäudes gedeckt. 1901 betrug die Schülerzahl etwa 80 bis 100 Schüler.
Nach einem Brand 1850 wurde die Schule teilweise zerstört und wieder aufgebaut. 1934 entstand der heutige Schulbau, der nach den Kriegsschäden 1945 ebenfalls wieder aufgebaut werden musste. Ab 1962 wurde die Volksschule als Grundschule mit den Jahrgängen 1–4 weitergeführt und mit Ratsbeschluss vom 16. Juni 1970 komplett geschlossen und beherbergt seitdem örtliche Vereine.

## Wirtschaft
- Als Industrie hat sich in Ekern vor allem die Ziegelindustrie etabliert, da man hier auf umfangreiche Tonvorkommen zugreifen konnte.
- In Ekern befindet sich ein Werk des Rohrherstellers Pipelife, einer Tochter des Ziegelherstellers Wienerberger.